# Rubus confusidens
Rubus confusidens es una especie de planta del género Rubus, perteneciente a la familia Rosaceae.

## Taxonomía
Rubus confusidens fue descrita por H. E. Weber en 1978.

## Distribución
Se encuentra en el territorio de Alemania y Países Bajos.